# Sala stad
Denna artikel handlar om den tidigare kommunen Sala stad. För orten se Sala, för dagens kommun, se Sala kommun.
Sala stad var en stad och kommun i Västmanlands län. 

## Administrativ historik
Orten fick stadsprivilegier av Gustav II Adolf den 15 april 1624. I samband med erhållandet av stadsprivilegierna flyttades staden till sitt nuvarande läge. Staden blev en egen kommun, enligt Förordning om kommunalstyrelse i stad (SFS 1862:14) 1 januari 1863, då Sveriges kommunsystem infördes. Sala landskommun inkorporerades i staden 1952. 1971 gick staden upp i den då nybildade Sala kommun.
Stadsförsamlingen Sala församling inkorporerade Sala landsförsamling 1962.

### Sockenkod
För registrerade fornfynd med mera så återfinns staden inom ett område definierat av sockenkod 2315 som motsvarar den omfattning staden hade kring 1950.

## Stadsvapnet
Blasonering: I blått fält en bergsmansslägga och ett bergjärn i kors och däröver en tilltagande måne, allt av silver.
Månen i Sala stadsvapen är en metallurgisk symbol för silver och syftar, liksom verktygen på verksamheten vid Sala silvergruva och förekommer i tidiga sigill. 1948 fick vapnet kunglig fastställelse för Sala stad. Efter kommunbildningen registrerades det oförändrat för Sala kommun år 1975. 

## Geografi
Sala stad omfattade den 1 januari 1952 en areal av 165,62 km², varav 158,29 km² land.

### Tätorter i staden 1960
| Tätort  | Folkmängd |
| ------- | --------- |
| Sala    | 8 822     |
| Broddbo | 232       |

Tätortsgraden i staden var den 1 november 1960 82,3 procent.

## Politik

### Mandatfördelning i valen 1919–1966
| 10 | 12 | 8 |

| 30 |

| 11 | 10 | 9 |

| 30 |

| 11 | 7 | 12 |

| 29 |

|  | 12 | 6 | 11 |

| 30 |

|  | 13 | 2 | 5 | 9 |

| 30 |

|  | 13 | 2 | 3 | 4 | 7 |

| 30 |

|  | 16 |  | 2 | 4 | 6 |

| 28 |

|  | 16 | 2 | 4 | 7 |

| 28 |

| 3 | 16 |  | 5 | 5 |

| 28 |

| 22 | 3 | 6 | 4 |

| 34 |

|  | 19 | 3 | 7 | 5 |

| 32 |

|  | 18 | 4 | 6 | 6 |

| 32 |

|  | 19 | 4 | 7 | 4 |

| 31 |

| 2 | 16 | 6 | 7 | 4 |

| 31 |

## Rådhusrätten
Staden hade egen jurisdiktion med rådhusrätt till 1 januari 1960 varefter den ingick i Västmanlands östra domsagas tingslag.

### Borgmästare
| Ämbetstid          | Namn                                           |
| ------------------ | ---------------------------------------------- |
| 1632-1656          | Johan Olofsson (död 1657)                      |
| 1665-1685          | Leonard Horneman                               |
| 1658-1682          | Per Hansson Zenius                             |
| 1710-1726          | Eric Hartzell                                  |
| 1726-?             | Carl Henrik Ersberg                            |
| 1859–1871          | Johan Bovin                                    |
| 1882-1918          | Otto Lundberg                                  |
| 1920–tidigast 1950 | Ivar Hedman (född 1886)                        |
| 1954–tidigast 1955 | tillförordnad: Lars Erik Tillinger (född 1919) |

## Befolkningsutveckling
| Befolkningsutvecklingen i Sala stad 1810–1990                                                           | Befolkningsutvecklingen i Sala stad 1810–1990 | Befolkningsutvecklingen i Sala stad 1810–1990 | Befolkningsutvecklingen i Sala stad 1810–1990 | Befolkningsutvecklingen i Sala stad 1810–1990 |
| --- | --------------------------------------------- | --------------------------------------------- | --------------------------------------------- | --------------------------------------------- |
| |                                               |                                               |                                               |                                               |
| År |                                               |                                               | Folkmängd                                     |                                               |
| 1810 | 1810                                          |                                               | 2 262                                         |                                               |
| 1820 | 1820                                          |                                               | 2 570                                         |                                               |
| 1830 | 1830                                          |                                               | 2 961                                         |                                               |
| 1840 | 1840                                          |                                               | 3 385                                         |                                               |
| 1850 | 1850                                          |                                               | 3 252                                         |                                               |
| 1860 | 1860                                          |                                               | 3 381                                         |                                               |
| 1870 | 1870                                          |                                               | 3 859                                         |                                               |
| 1880 | 1880                                          |                                               | 4 836                                         |                                               |
| 1890 | 1890                                          |                                               | 5 753                                         |                                               |
| 1900 | 1900                                          |                                               | 6 593                                         |                                               |
| 1910 | 1910                                          |                                               | 7 693                                         |                                               |
| 1920 | 1920                                          |                                               | 7 853                                         |                                               |
| 1930 | 1930                                          |                                               | 8 022                                         |                                               |
| 1940 | 1940                                          |                                               | 8 037                                         |                                               |
| 1950 | 1950                                          |                                               | 9 273                                         |                                               |
| 1960 | 1960                                          |                                               | 10 295                                        |                                               |
| 1970 | 1970                                          |                                               | 11 909                                        |                                               |
| 1980 | 1980                                          |                                               | 12 948                                        |                                               |
| 1990 | 1990                                          |                                               | 13 710                                        |                                               |
| Anm: Källor: Umeå universitet - Tabellverket 1749-1859, Demografiska databasen, CEDAR, Umeå universitet |                                               |                                               |                                               |                                               |